# Mobilismus
Der Mobilismus (lat. mobilis = beweglich) bezeichnet eine Denkrichtung der Geotektonik und globalen Geodynamik, die von Alfred Wegener 1912 und 1929 begründet wurde. Sie sieht als Ursache für die strukturbildenden Prozesse der Lithosphäre neben vertikalen auch merkliche horizontale Bewegungen.
Zu den Wegbereitern des Mobilismus, der heute durch den Nachweis der Kontinentalverschiebungen als erwiesen gilt, zählen auch andere Geologen der Jahrhundertwende, u. a. Otto Ampferer.

## Die Kontinentalverschiebung nach Alfred Wegener
Wegener nahm bei seiner These der Kontinentalverschiebung eine ehemals geschlossene, aber um die Hälfte geringmächtigere sialische Erdkruste an, von der gegenwärtig nur noch zusammengeschobene Reste in Gestalt der Kontinente vorhanden sind. Die dem Fixismus zugrunde liegende Schrumpfung der Erde als Ursache der Gebirgsbildung lehnte er aus mechanischen Gründen ab, ebenso die Entstehung der Ozeane durch Verschwinden ehemaliger Landbrücken.
Seiner Auffassung nach „schwimmen“ die spezifisch leichteren Kontinente (durchschnittliche Gesteinsdichte der oberen Erdkruste etwa 2,7 g/cm³) entsprechend dem Gesetz des Schwimmgleichgewichts (Isostasie) in der etwas dichteren, zähplastischen Unterlage des Erdmantels, genauer der Asthenosphäre. Der Motor für die geologisch und biologisch belegbaren kontinentalen Verschiebungen, die zeitgleich sowohl Kompression als auch Zerrungsstrukturen (Falten bzw. Brüche) verursachen können, wird von ihm hauptsächlich in einer durch Erdrotation und Gezeitenreibung bedingten Westdrift sowie in der „Polflucht der Kontinente“ gesehen.
Während nach der Verschiebungshypothese ein passives „Driften“ der Kontinente auf der simatischen Unterlage stattfindet, nennt Otto Ampferer (1875–1947) in seiner Unterströmungshypothese für alle Bewegungen der Erdkruste – ausgehend von den weitreichenden Überschiebungen in den Faltengebirgen – Massenverlagerungen unter der festen Erdsphäre als Ursache. Lange Zeit konnte sich der Mobilismus gegen die fixistischen Vorstellungen nicht durchsetzen. Neue Untersuchungsverfahren, insbesondere die in den 1950er-Jahren einsetzende Erforschung der Meeresböden, erbrachten dann eine Fülle von Argumenten für den Mobilismus und die Kontinentaldrift. Heute erkennen fast alle Geowissenschaftler die mobilistische Konzeption an, und mit kosmischen Methoden wie GPS und VLBI sind die jährlichen Bewegungsraten (2–20 cm) eindeutig nachgewiesen.

## Beweise des Paläomagnetismus
Den ersten Anlass zu Wegeners Vermutung ergaben Befunde der Paläomagnetik, die an den Polwanderungskurven eine Verschiebung der Kontinente in der geologischen Vergangenheit widerspiegelt. Auch nahe Verwandtschaften der Flora und Fauna beidseits des Atlantik und Indik bestätigten die Hypothese der Kontinentalwanderung. In der Mitte des 20. Jahrhunderts entdeckte man dann am Grunde der Ozeane die mittelozeanischen Rücken – ein System zusammenhängender Gebirgszüge mit Zentralgräben, das den gesamten Erdball umspannt und sich durch erhöhten Magnetismus, Vulkanismus und häufige Erdbeben auszeichnet.
Der US-amerikanische Geologe Harry Hammond Hess (1906–1969) konzipierte 1960 die Modellvorstellung der Ozeanbodenspreizung (Seafloor spreading) als Erklärung für die Entstehung von Tafelbergen in der Tiefsee, den so genannten Guyots. Sie erfuhr bereits 1963 durch Frederick John Vine (1939–2024) und Drummond Hoyle Matthews (1931–1997) eine physikalische Untermauerung aus dem Bereich des Paläomagnetismus. Man hatte streifenförmige magnetische Anomalien im basaltischen Ozeanboden (MORB) entdeckt, die symmetrisch zu den mittelozeanischen Rücken angeordnet und von Transformstörungen unterbrochen waren. Sie belegen die regelmäßig auftretenden Polsprünge des Erdmagnetfeldes, die sich in der ozeanischen Kruste abzeichnete.

## Das Modell der Plattentektonik
Die auf der Annahme einer Mantelkonvektion beruhende Hypothese der Ozeanbodenspreizung führte Ende der 1960er – gestützt durch neu kompilierte, detaillierte Erdbebenkarten – zu einer neuen Globaltektonik, die unter dem Namen Plattentektonik bis heute das herrschende Denkmodell in den Geowissenschaften ist. Die Autoren Bryan Isacks, Jack Oliver und Lynn Ray Sykes (1968) hatten das Modell zunächst nur anhand geophysikalischer Fakten abgeleitet, doch fand es bald eine entscheidende Stützung durch ein umfangreiches Programm von Tiefbohrungen. Die Bohrkerne zeigten, durch Fossilien belegt, eine deutliche Zunahme des Gesteinsalters beiderseits des mittelatlantischen Rückensystems. Außerdem konnte eine frappierende Korrespondenz mit den absoluten Altersbestimmungen der unter den geringmächtigen Ozeanbodensedimenten erbohrten basaltischen ozeanischen Kruste festgestellt werden. Auch die Beobachtung einer anwachsenden Mächtigkeit der Sedimentbedeckung des Ozeanbodens mit zunehmendem Abstand von den mittelozeanischen Rücken stützt die Theorie.
Die Theorie der Plattentektonik geht davon aus, dass die Lithosphäre, bestehend aus der kontinentalen und ozeanischen Kruste und dem obersten Erdmantel, sich aus einer Reihe riesiger Platten von 70 bis 100 km Dicke zusammensetzt, die sich in der Größenordnung von Zentimetern pro Jahr relativ zueinander bewegen. Die Bewegung soll nicht – wie bei Wegeners Analogie zu driftenden Eisbergen – passiv erfolgen, sondern durch konvektive Strömungen im unteren Teil des oberen Erdmantels verursacht sein. Bei allen dafür sprechenden Argumenten bleibt die Plattentektonik (über die erwiesene Kinematik hinaus) eine unbewiesene Hypothese, weil sie zahlreiche Phänomene und die zugrundeliegenden Kräfte nicht widerspruchsfrei erklären kann. Einer der Hauptvorwürfe, der gegen ihre Verfechter erhoben wird, ist die ungenügende Berücksichtigung der auf den Kontinenten seit den letzten 150 Jahren systematisch erforschten geologischen Fakten und die zu starke Verallgemeinerung nicht schlüssig bewiesener geophysikalischer Befunde aus dem Ozeanbereich. Des Weiteren werden die unklaren Mechanismen der Plattenbewegungen sowie der Subduktion und Konvektion bemängelt. Dennoch ist die Theorie das am besten fundierte, wenngleich nicht vollständig gesicherte Modell der Globaltektonik, das sich in seiner praktischen Anwendung bei der erfolgreichen Prospektion von Lagerstätten bereits vielfach bewährt hat.

## Expansionstheorie
Anders als die Plattentektoniker, nach denen sich der Erdradius in den letzten 300 Millionen Jahren nicht merklich änderte, nehmen die Vertreter der Expansionstheorie eine ständige Vergrößerung des Erdvolumens an (nach Egyeds Lehrbuch liegt sie im Millimeter-Bereich). Ursache wäre entweder eine langsame Abnahme der Gravitationskonstante (Annahme von Paul Dirac 1938) oder die Wärmeproduktion im Erdinnern, welche den abkühlungsbedingten Verlust übersteigen soll. Dies könnte durch radioaktive Prozesse bedingt sein (John Joly (1857–1933), Lit.(1) publiziert 1925), oder durch mineralogische Phasenumwandlungen (O.C. Hilgenberg, publ.1933). Der Hypothese nach haben sich die Ozeane erst zu Beginn des Kambriums gebildet, und die seither erfolgte Radiuszunahme gibt László Egyed (publ. 1957) mit 500 km an. Die Änderungen der Dichte im Erdinneren und die parallelen Phasenumwandlungen werden mit der Diracschen Hypothese von der Abnahme der Gravitation in Verbindung gebracht, als deren Folge Pascual Jordan (1902–1980) im Jahr 1964 eine für alle Planeten zutreffende Expansion postulierte.
So einfach sich die heutigen Kontinente nach dem Expansionskonzept auf eine geschlossene Hülle einer früher kleineren Erde zurückführen ließen (Samuel Warren Carey (1911–2002), Lit.(2) publiziert 1976), so schwierig ist die wissenschaftliche Beweisführung der dabei ablaufenden Prozesse. Die Expansionstheorie wird von den meisten Geowissenschaftlern heute verworfen.